# Amyema herbertiana
Amyema herbertiana är en tvåhjärtbladig växtart som beskrevs av Bryan Alwyn Barlow. Amyema herbertiana ingår i släktet Amyema och familjen Loranthaceae. Inga underarter finns listade i Catalogue of Life.